# 1909 au Nouveau-Brunswick
Chronologie du Nouveau-Brunswick
- 1905
- 1906
- 1907
- 1908
- 1909
- 1910
- 1911
- 1912
- 1913

Cette page concerne des événements survenus en 1909 dans la province canadienne du Nouveau-Brunswick.

## Événements
- Du pétrole et du gaz naturel sont découverts à Stoney Creek.

## Décès
- 5 mai : Daniel Lionel Hanington, premier ministre du Nouveau-Brunswick.
- 16 mai : Charles Arthur Everett, député.
- 29 novembre : Charles Burpee, député et sénateur.